# Цзін Фан
Цзін Фан (京房, 77 до н. е. — 37 до н. е.) — один з найбільших дослідників та інтерпретаторів «Чжоу ї», творців їцзиністики та нумерологічного «вчення про символи і числа» епохи Хань, прихильник «школи канонів в сучасних знаках» (див. Old Texts), реформатор музичної теорії.

## Життєпис
Народився у 77 до н. е. в Дуньцю області Дун (південний захід сучасного повіту Цінфен провінції Хенань). Був учнем і послідовником Цзяо Яньшоу та Мен Сі. За імператора Юань-ді отримав вчене звання «широкого ерудита» (боши) — офіційного знавця «Чжоу ї». Його доповідь на найвище ім'я з передбаченнями на основі мантичної теорії «бід і катастроф» (цзай-ї) отримали протидію з боку могутнього палацового євнуха Ши Сяня, в результаті чого Цзін Фан був видалений зі столиці у провінцію і призначений правителем (тайшоу) області Вей, де потім потрапив у в'язницю, де помер, або був страчений у 37 до н. е..

## Наукова діяльність
У доробку Цзін Фана є 32 твори. Натепер збереглося лише один — «Цзін-ши Ї чжуань» ("Переказ пана Цзина про «Зміни») у 3 цзюанях з коментарем вченого Лу Цзі.
Цзін Фан трактував «Чжоу ї» як оракул, визнавав їцзиністичні апокрифи, приділяв багато уваги мантиці та астрології. Але в цю традиціоналіську форму він вкладав нові ідеї, насамперед з'єднуючи їцзиністику з вченням про п'ять елементів і сили їнь-ян.
Основне теоретичне досягнення Цзин Фана — вчення про «вісім палаців» (багун), або «вісім чистих гексаграм» (бачунь), яке систематизувало 64 гексаграм (гуа) у 8 шпальт на основі послідовності триграм.
Трансформував традиційну систему звукоряду з 12 в 60 люй подібно до того, як «8 триграм перетворилися на 64 гексаграм». Для вивчення люй ним була створена 13-струнна цитра (чжун) і застосовано «метод додавання і вилучення трьох часток» (саньфень сунь ї фа). Зазначене розширення звукоряду обумовлювалася його незамкнутістю при виході за межі 12 люй та русі по чистих квінтах.